# Nederlandse Top 40
Nederlandse Top 40 (tidligere Veronica Top 40) er en ugentlig hollandsk hitliste, der bliver lavet af Stichting Nederlandse Top 40. Den begyndte som et radioprogram med titlen "Nederlandse Hitparade" på Radio Veronica i 1965. Den hed "The Veronica Top 40" fra 1966 til 1974, hvor radiostationen blev tvunget til at stoppe med at sende. Joost den Draaijer startede top 40 i Holland.
Det først nummer 1 hit på listen var The Beatles' "I Feel Fine". Gusttavo Lima er den kunstner der har haft en sang som nummer 1 i flest uger med nummere "Balada" der nåede 13 uger på toppen i 2012, mens Pharrell Williams har rekorden for flest uger på top 40 med nummeret "Happy", der nåede 49 uger i 2013 og 2014.
| Musik | Spire Denne musikartikel er en spire som bør udbygges. Du er velkommen til at hjælpe Wikipedia ved at udvide den. |